# Градище (област Шумен)
Вижте пояснителната страница за други значения на Градище.
Градище е село в Североизточна България. То се намира в община Шумен, област Шумен.

## История
Теренно археологическо проучване по брега на язовир Тича, долината на река Голяма Камчия и по-малките ѝ притоци разкриват селищна могила от средния и късния халколит и селище от римския период, на 1,5 км югоизточно от селото на левия бряг на река Пакоша. Има диаметър 75 на 80 м и височина 4,5 м.
През периода 1922–1947 в селото работи частно турско начално училище.

## Население
Численост на населението според преброяванията през годините:
| \| Година на преброяване \| Численост \| \| --------------------- \| --------- \| \| 1934 \| 1403 \| \| 1946 \| 1595 \| \| 1956 \| 1459 \| \| 1965 \| 1466 \| \| 1975 \| 1254 \| \| 1985 \| 1253 \| \| 1992 \| 992 \| \| 2001 \| 898 \| \| 2011 \| 626 \| \| 2021 \| 481 \| |           |
| Година на преброяване | Численост |
| 1934 | 1403      |
| 1946 | 1595      |
| 1956 | 1459      |
| 1965 | 1466      |
| 1975 | 1254      |
| 1985 | 1253      |
| 1992 | 992       |
| 2001 | 898       |
| 2011 | 626       |
| 2021 | 481       |

### Етнически състав

#### Преброяване на населението през 2011 г.
Численост и дял на етническите групи според преброяването на населението през 2011 г.:
|                     | Численост | Дял (в %) |
| Общо                | 626       | 100,00    |
| Българи             | 91        | 14,53     |
| Турци               | 414       | 66,13     |
| Цигани              | 106       | 16,93     |
| Други               |           |           |
| Не се самоопределят |           |           |
| Неотговорили        | 11        | 1,75      |

## Културни и природни забележителности
- Скален манастир от XIV век.
- В селото е роден през 1943 г. журналистът и писател Борислав Геронтиев.

## Други
В землището на Градище е разположено находището на индустриални минерали – фелдшпат-кварцови пясъци „Арчар“, обхващащо 57,82 дка. През октомври 2010 година Министерският съвет предоставя находището на концесия на фирма „Каи Майнинг“ ЕООД - гр. Исперих за срок от 35 години.
В селото има действаща детска градина и основно училище, където учат деца от околните села.